# Leo Kottke
Leo Kottke, né le 11 septembre 1945 à Athens dans l'État de Géorgie, États-Unis d'Amérique, est un guitariste acoustique.
Il utilise des techniques de fingerpicking, s'inspirant de genre musicaux comme le blues, le jazz, et la musique folk, avec ses rythmes syncopés et les sons polyphoniques qu'il arrive à produire avec ses guitares signature six et douze cordes. Il se sert très souvent de l'accordage en open tuning.
Se focalisant tout d'abord sur des compositions instrumentales qu'il interprète, Leo Kottke migre peu à peu vers la chanson, chantant dans un style baryton non conventionnel mais néanmoins expressif qu'il décrit lui-même par une phrase restée célèbre comme sonnant comme « des pets d'oies par une journée étouffante ».

## Biographie et carrière
Né à Athens, en Géorgie, Leo Kottke s'est souvent déplacé avec ses parents, il a été élevé dans douze États différents. Dans sa jeunesse il a vécu à Muskogee en Oklahoma. Il a été influencé par la musique folk et le delta blues, notamment celui de Mississippi John Hurt.
Leo Kottke a appris à jouer du trombone et du violon avant de passer à la guitare et de développer son propre style picking non conventionnel. L'explosion d'un pétard a endommagé de façon permanente l'usage de son oreille gauche, et les dommages se seraient aggravés et portés sur ses deux oreilles en raison de la pratique de tir au fusil pendant son service militaire dans la Marine des États-Unis. Leo Kottke a réussi à surmonter une série d'obstacles personnels comme la perte partielle de l'audition et une fin de carrière prématurée liée à une tendinite aigüe de la main droite.
John Fahey l'a aidé au début de sa carrière en le faisant connaître par l'album Leo Kottke, Peter Lang & John Fahey en 1974, une compilation de 4 morceaux pour chacun des 3 guitaristes.
Leo Kottke entremêle souvent des monologues humoristiques, souvent bizarres, avec des sections chantées ou instrumentales.
Marcel Dadi lui a consacré un morceau dans Dadis 2 portant le titre Song for Leo expliquant dans les tablatures jointes au vinyle comment s'accorder et jouer dans le style de Leo.

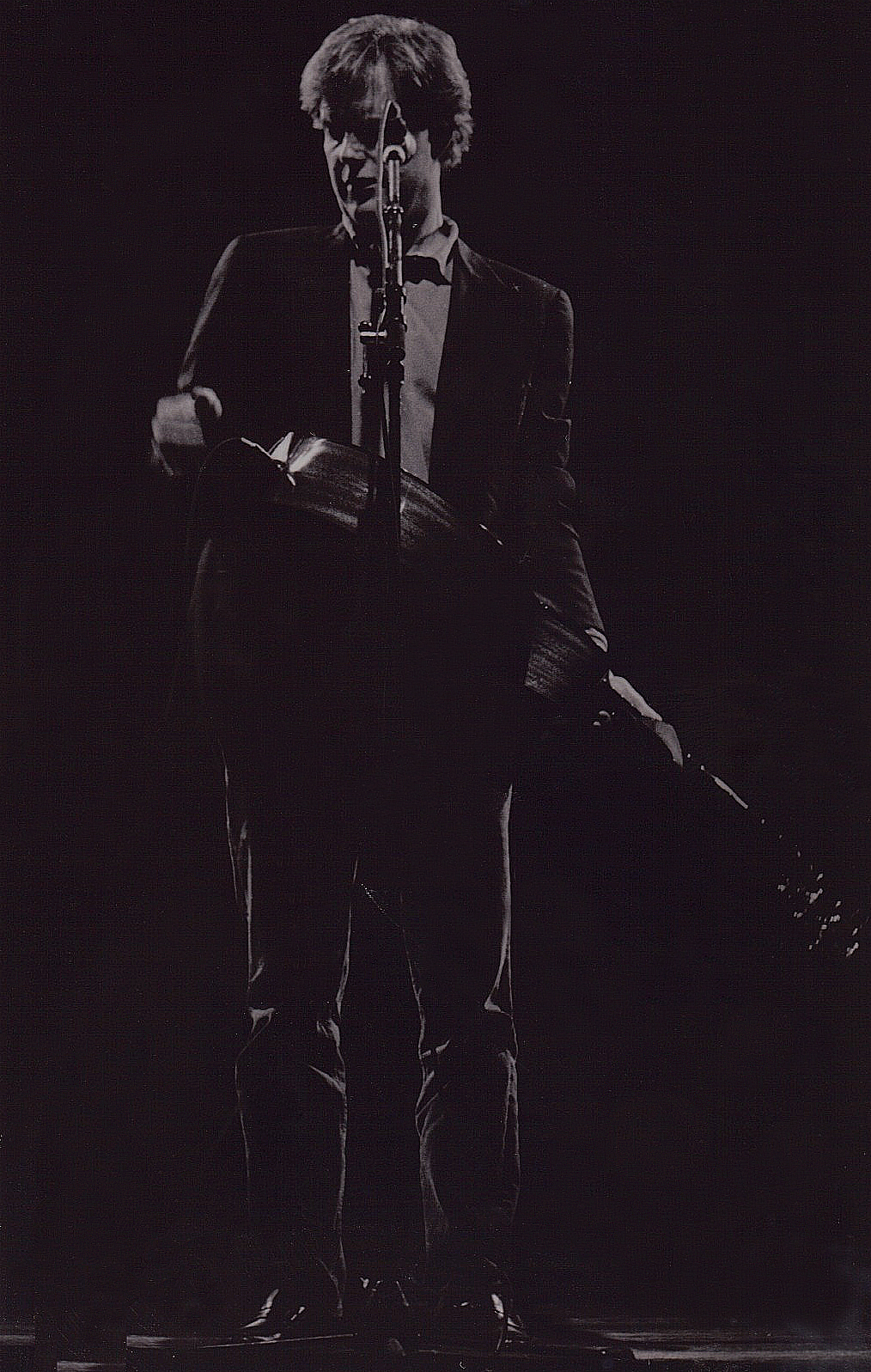
Printemps de Bourges, 1992

## Discographie
- 1969 : 6- and 12-String Guitar
- 1970 : Circle Round The Sun
- 1971 : Mudlark
- 1972 : Greenhouse
- 1973 : My feet are smiling
- 1974 :
  - Leo Kottke, Peter Lang & John Fahey
  - Ice Water
  - Dreams And All That Stuff
- 1975 : Chewing Pine
- 1976 : Leo Kottke
- 1978 :
  - Burnt Lips
  - Balance
- 1981 : Guitar Music
- 1983 : Time Step
- 1986 : A Shout Toward Noon
- 1988 : Regards From Chuck Pink
- 1989 : My Father's Face
- 1990 : That's What
- 1991 : Great Big Boy
- 1994 : Peculiaroso
- 1997 : Standing In My Shoes
- 1999 : One Guitar, No Vocals
- 2004 : Try And Stop Me